# Valdenzi
Valdenzi je laički reformatorski pokreta kojeg je osnovao u Lyonu oko 1175. godine Petar Valdes. Propovijedali su povratak na izvorno kršćanstvo te radikalno siromaštvo.
Njihovo je djelovanje prvo zabranio lyonski biskup, a papa Lucije III. ih je uz druge krivovjerne skupine ekskomunicirao na sinodi u Veroni (1184.).
Nakon smrti Petra Valdesa, pokret se podijelio na katoličke siromahe (francuski valdenzi) i laičku crkvu (lombardski valdenzi). Francuski valdenzi su u 13. stoljeću potpuno nestali, dok su se lombardski proširili po srerdnjoj i zapadnoj Europi.
Nakon ujedinjenja Italije valdenzi su u Pijemontu osnovali Valdenšku evangeličku crkvu te od 1922. u Rimu djeluje valdenški teološki fakultet.

### Mrežna sjedišta
- Valdenzi. Hrvatska enciklopedija LZMK. Pristupljeno 1. svibnja 2025.